# フィンシュハーフェンの戦い
フィンシュハーフェンの戦い（フィンシュハーフェンのたたかい、英:Battle of Finschhafen）は、第二次世界大戦中のニューギニア戦線における日本軍とアメリカ・オーストラリア軍との間の戦闘である。パプアニューギニアのモロベ州北東部のフィンシュハーフェンにおいて、1943年9月22日から同年12月下旬まで行われた。結果は、戦術的・戦略的にも日本軍の惨敗であった。

## 背景
フィンシュハーフェンはニューギニア島東部の東に突き出たフォン半島に位置しており、船舶の隠しやすい港と、まだ整備されていなかったものの滑走路が存在していた。日本軍は、1942年3月10日にフィンシュハーフェンへ上陸し占領した。日本軍にとってはニューブリテン島のラバウルからダンピール海峡を通って対岸のニューギニア島へ通じる補給路の要所であり、連合軍にとってはビスマーク海からニューギニア島西部へ向けての進攻路に位置していた。
1943年9月当時、フィンシュハーフェンに展開していた日本軍は、第1船舶団司令部と第41師団歩兵第238連隊第1大隊基幹の750名、海軍第85警備隊の一部（435名）のほか、第51師団第4野戦病院と入院中のラエ・サラモアの戦いでの傷病兵にすぎなかった。しかも8月15日に編成されたばかりの海軍第85警備隊は本来の陸戦要員400名が未到着で、先行した本部20名の下に現地所在の雑多な部隊を寄せ集めただけであった。これらのフィンシュハーフェン防衛部隊は、第1船舶団長の山田栄三少将が総指揮を執っていた。このほかに付近には、1943年1月下旬にウェワクに上陸した第20師団（兵力約1万3千名）が存在していた。第20師団は、マダンに航空基地を建設した後、4月以降、マダンからラエまでの道路を建設している最中で、300キロにわたる工程のうち途中60キロまで工事を終えていた。ラエでの戦闘が激化する中、フィンシュハーフェンの防衛が手薄なことに危険を感じた第18軍 司令官安達二十三中将は、8月10日、第20師団の一部にフィンシュハーフェン防衛のための移動を命じた。

## 経過

### フォン半島への移動

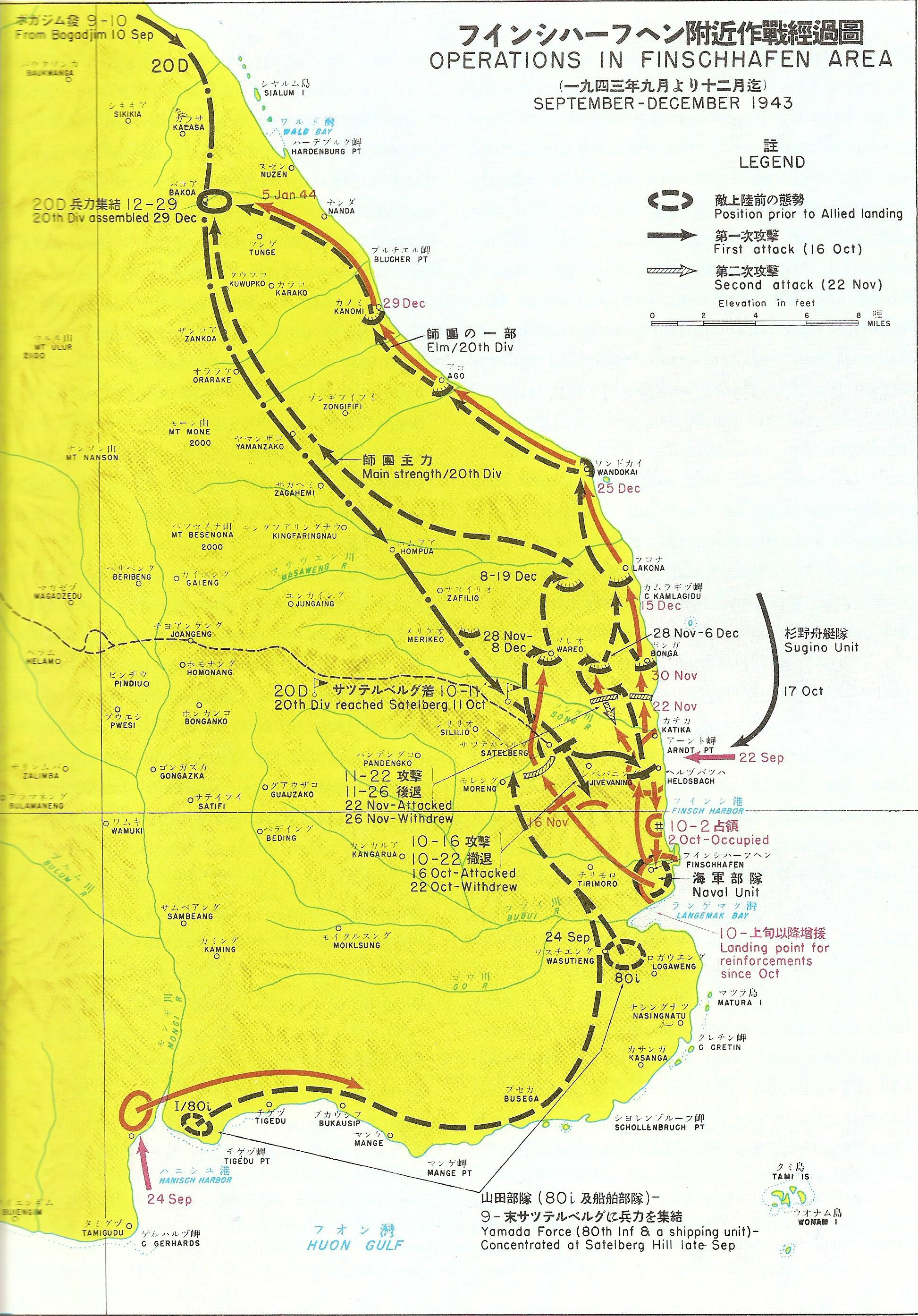
フィンシュハーフェンの戦いにおける両軍の行動図

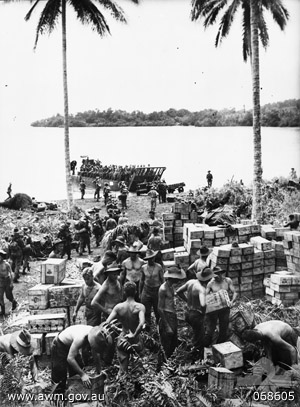
スカーレット海岸において物資を揚陸中の米豪軍

第18軍の命令を受けて、第20師団の一部はフィンシュハーフェン防衛のため移動を開始した。歩兵第80連隊のうち約200名は、舟艇機動によりフィンシュハーフェンに急行し、8月26日に到着した。しかし、9月4日にオーストラリア軍がラエへの上陸作戦を開始すると、第51師団の救出とフィンシュハーフェン防衛のため、第20師団主力のフィンシュハーフェンへの移動が決定され、歩兵第80連隊の残部も野砲兵第26連隊第3大隊（山砲編成）とともに陸上移動し、9月20日前後に到着した。これにより、同地の日本軍は陸軍約4000人と海軍約450人となったが、輸送力の不足のため師団主力の集結は10月上旬と予想された。

### 連合軍の上陸
歩兵第80連隊長の三宅貞彦大佐は、防備の重点をフィンシュハーフェン南方へ置いていた。しかし、9月22日に侵攻してきたオーストラリア軍第9師団第20旅団（兵力約5,000名）は、日本軍の予想に反してフィンシュハーフェン北方10キロのアント岬へ上陸した。連合軍は駆逐艦5隻と充実した航空機により上陸を支援し、着実に兵力を揚陸させていった。対して日本軍はアント岬には歩兵第80連隊の約1個中隊しか配置していなかったうえ、大半の部隊が到着したばかりだったため物資の補給が間に合っておらず、上陸作戦の妨害はほとんど行うことができなかった。山田少将は、橋頭堡への反撃を行うため、歩兵第80連隊などをフィンシュハーフェン西方5キロのサッテルベルク高地へ後退させ、集結を図った。
港湾地域に駐留していた日本海軍第85警備隊は、山田陸軍少将から死守命令を受けた。9月23日以降、陸軍部隊と十分に連絡ができない状態で激しい戦闘を展開し、10月1日にようやく伝令を受けてサッテルベルク高地へ撤退した。翌10月2日になって、連合軍は、第85警備隊が去ったフィンシュハーフェンを占領し、10月11日までに、オーストラリア軍第9師団の第26旅団が増援として到着した。同じく10月2日、第85警備隊は今度は元の陣地を奪還するよう命令を受けたが、撤退時に兵器の多くを失ったことなどから命令を拒絶して参加せず、以後は後方警備任務についた。この間、早くも10月4日には連合軍はフィンシュハーフェンの飛行場を整備し戦闘機を推進していた。これによって同地の制空権は完全に連合軍の手に握られ、その後部隊の移動や補給の実施は極めて困難になった。
　

### 第20師団主力の戦闘
10月11日、第20師団長の片桐茂中将率いる歩兵第79連隊ほか第20師団主力（1個連隊欠）は、険しい山道を踏破してサッテルベルク高地に到着した。主力部隊は陸上から侵攻する一方、歩兵第79連隊第3大隊の一部（杉野挺身隊）184名を海上機動して逆上陸させる総攻撃作戦が立案された。ところが、総攻撃前の15日に日本軍将校が落とした荷物から師団作戦命令書が連合軍に回収され、奇襲のはずの逆上陸は予知されてしまっていた。
主力部隊は前進を開始したものの道に迷ってしまい、17日の総攻撃開始に間に合わなくなってしまった。杉野挺身隊は、3隻の大発を使って連合軍の背後、スカーレット海岸への逆上陸作戦を予定通り決行した。1隻は途中ではぐれ、2隻が17日午前1時30分にスカーレット海岸へ上陸した。逆上陸を予知していたオーストラリア軍部隊が海岸で待ち伏せをしており、多数の曳光弾が上陸直後の杉野挺身隊を襲った。第20師団主力は戦闘の発生に気がついたが、道に迷っていたために挺身隊を見殺しにせざるを得なかった。挺身隊の兵員184名中72名が戦死、杉野中尉以下18名が重傷を負い、生還したのは僅かに7名のみだった。
第20師団主力は18日から総攻撃を開始したが、ジャングルに仕掛けられていたマイクによって行動を探知され、猛砲撃を受けて大損害となった。そのうえ、同日午後に入ると陸空両方からの攻撃を受けて後退を余儀なくされた。第20師団はフィンシュハーフェンへ急行する際に火砲の大半を残置していたため、各砲兵中隊は山砲1門程度しか持っておらず、有効な火力支援を得ることができなかっただけでなく、補給も不十分な状況では攻勢を継続することができない状況だった。その後も連合軍の追撃を受けたため、遂に10月24日には総攻撃中止を決心した。

### 撤退
補給不足の日本軍は、すでに総攻撃の頃には、周辺の原住民の畑を荒らして食糧の補給を行う状況に陥っていた。1日あたりの食糧は、小さなタロイモ1個程度となった。この事態に、10月20日から陸海軍共同で物資空中投下による食糧補給を図ったが、制空権が無いため輸送機に被害が続出し27日までで打ち切られた。
日本軍は、10月28日からは防勢に転じた。
サッテルベルク高地に対するオーストラリア軍の本格的攻勢は11月17日に開始され、マチルダⅡ戦車からなる戦車部隊が本格的に投入された。
サッテルベルク高地の日本軍は激しく抵抗したものの同高地は11月27日に連合軍が奪取した。11月頃の米豪軍は、既に岡部支隊のサラモア撤退によるワウ占領で4つ、ラエ地区に9つの航空基地を設営済みで、航空機約900機を使用してマダン・ホーランジア・アイタペ方面への空襲を続けていた。地上部隊も、11月1日までにオーストラリア軍第4旅団と第24旅団が到着して、計4個旅団に膨れ上がっていた。
12月3日にオーストラリア軍はマチルダⅡ戦車を前面に出して北進を開始した。
12月19日に第20師団は転進（撤退）命令を出し、日本軍はフォン半島北部シオ・ガリ地区のキアリへ向けて後退していった。これでフィンシュハーフェン周辺は連合軍の制圧下となった。

## ガリ転進

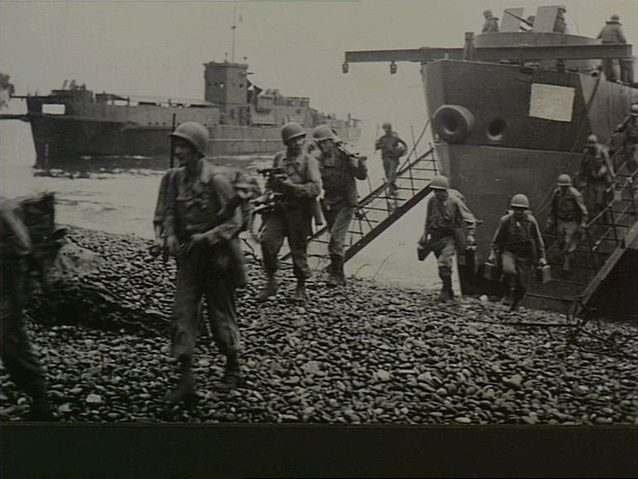
サイドル（グンビ岬）に上陸したアメリカ軍

キアリにはフィンシュハーフェン方面から撤退してきた第20師団などの残存兵力と、ラエ方面からサラワケット越えで撤退してきた第51師団の残存兵力など計1万3,000名が集結した。第20師団の兵力は、フィンシュハーフェンに向かった人員12,526名が、キアリで再集結したときには55パーセントにあたる6,949名に減少していた。
ところが1944年1月2日、キアリとマダンのほぼ中間にあるサイドル（グンビ岬）に、アメリカ軍第32師団第126連隊戦闘団約7,000名が上陸し、またも日本軍は退路を絶たれてしまった。シオ・ガリ地区に集結していた日本軍は海岸を迂回し、フィニステル山系の中腹を横断してマダンへ撤退した（ガリ転進）。第51師団将兵にとってはサラワケット越えに続く2度目の山越えであった。将兵は険しい山道と飢えに苦しみ、山脈の中腹では山の上に降ったスコールが鉄砲水となって襲い掛かってくることもあった。1か月後、マダンに到着できた人員は9,000名だった。
連合軍はオーストラリア軍第20旅団を主力として追撃し、1月15日にシオを占領した。これでフォン半島での主要な戦闘は終わった。オーストラリア軍第9師団は、フィンシュハーフェン上陸以来の戦闘で戦死283含む1,028名が負傷した。